# Брејди (Вашингтон)
Брејди (енгл. Brady) насељено је место без административног статуса у америчкој савезној држави Вашингтон.

## Демографија
По попису из 2010. године број становника је 676, што је 31 (4,8%) становника више него 2000. године.
| Група             | 2000.       | 2010.       |
| Белци             | 611 (94,7%) | 612 (90,5%) |
| Афроамериканци    | 1 (0,2%)    | 3 (0,4%)    |
| Азијати           | 0 (0,0%)    | 9 (1,3%)    |
| Хиспаноамериканци | 8 (1,2%)    | 37 (5,5%)   |
| Укупно            | 645         | 676         |